# Onira unguiculata
Onira unguiculata är en irisväxtart som först beskrevs av John Gilbert Baker, och fick sitt nu gällande namn av Pierfelice Ravenna. Onira unguiculata ingår i släktet Onira och familjen irisväxter. Inga underarter finns listade i Catalogue of Life.